# Piet Begeer
Petrus Anton (Piet) Begeer (Gouda, 19 november 1890 – Rotterdam, 28 maart 1975) was een Nederlands onderwijzer, schilder, graficus, kunstcriticus en schrijver.

## Leven en werk
Begeer was een zoon van de Goudse kapper Petrus Cornelis Wilhelmus Begeer en Anthonia Catharina Rietveld. Hij werd opgeleid aan de Rijkskweekschool voor onderwijzers in Haarlem en werkte als onderwijzer in Gouda en Rotterdam.
Begeer had interesse voor de kunst en kreeg lessen van Laurens van Kuik, maar vormde als kunstenaar grotendeels zichzelf. Hij maakte onder meer houtsnedes en schilderijen.  Begeer was lid van De Onafhankelijken en De Branding en medeoprichter en later voorzitter van de Kring van beeldende kunstenaars R 33. 
Vanaf 1925 was Begeer ruim 40 jaar actief als schrijver, journalist en kunstcriticus, eerst voor het sociaaldemocratisch dagblad Voorwaarts en na de Tweede Wereldoorlog voor Het Vrije Volk. Hij bleef tot zijn 78e voor de krant schrijven. Begeer schreef daarnaast gedichten en een aantal romans en jeugdboeken. Begin jaren 30 had hij een radioprogramma bij de VARA, waar hij voorlas uit eigen werk.
In januari 1952 ontving Begeer de Rotterdamse Nutsprijs 1951 voor zijn boek Wespen en Horzels. Dit werk werd geprezen als "een treffend document over het leven van de Rotterdamse schooljeugd in het laatste oorlogsjaar en over de moeilijke positie van de onderwijzers in die periode.
In 1969 ontving hij de Penning van de Maze, een van de penningen van de Rotterdamse Kunststichting. De penning was eigenlijk bedoeld voor niet-kunstenaars die zich verdienstelijk hadden gemaakt voor de kunst.  Zijn werk is opgenomen in de collecties van onder andere het Literatuurmuseum, het Stedelijk Museum Amsterdam en het Rijksmuseum Amsterdam.
Piet Begeer overleed in 1975, op 84-jarige leeftijd. In 2002 werd in Rotterdam een straat naar hem vernoemd.

## Publicaties (selectie)
Boeken voor volwassenen
- 1930 Van het leven.
- 1942 Pieter Maritsstraat 7, roman van een volksschool.
- 1949 Wespen en horzels, roman van een school in oorlogstijd.

Jeugdboeken
- 1943 Jaap Schilt. De zoon van den visser. Amsterdam: De Arbeiderspers.
- 1946 Jaap Schilt. Een vacantie in de polder. Amsterdam: De Arbeiderspers.
- 1949 Jaap rooit het wel. Amsterdam: De Arbeiderspers.
- 1952 Een zomer aan de veenplassen.Amsterdam: De Arbeiderspers,

- Biografisch Portaal: 64425275
- Digitale Bibliotheek voor de Nederlandse Letteren: bege001
- International Standard Name Identifier: 0000 0003 9375 2844
- Nederlandse Thesaurus van Auteursnamen: 069476527
- RKD-Nederlands Instituut voor Kunstgeschiedenis: 5948
- Virtual International Authority File: 288069061
- WorldCat: E39PBJrGvyK64m3wdH7dfr8grq